# Patrick Damiaens
Patrick Damiaens, né le 15 novembre 1966, est un sculpteur sur bois-ornemaniste belge spécialisé dans la sculpture décorative de style baroque et dans l'art héraldique.

## Biographie
Après avoir étudié l'ébénisterie pendant six ans et la sculpture ornementale sur bois pendant quatre ans, Damiaens commence sa carrière professionnelle en 1989. Il est adepte du style Liège-Aix d'ébénisterie qui remonte au XVIIe siècle,. Son atelier est situé à Maaseik dans la province belge du Limbourg.
En 2015, il est chargé de recréer les sculptures en bois des cadres de prière qui avaient été volés de la tombe de l'empereur Napoléon III à l'abbaye Saint-Michel de Farnborough.
En mars 2015, il reçoit la médaille d'or des Élites du Travail du gouvernement belge.

## Procès contre Zara Home
En 2017, un juge statue que Zara Home Belgique, marque de la multinationale espagnole Inditex, avait utilisé une sculpture héraldique de Patrick Damiaens comme source d'inspiration pour une bougie qu'ils vendaient. Ils sont alors condamnés à payer des dommages et intérêts à Damiaens pour plagiat et les bougies sont définitivement retirées du marché,,,,.

## Restitution d'armoiries volées
En 2016, Patrick Damiaens a découvert et aidé à restituer les armoiries sculptées de Sir Nicholas Throckmorton qui avaient été volées de sa tombe dans l'église de St Katharine Cree (en) à Londres, en alertant le groupe Art Recovery International de sa découverte dans une foire d'antiquités à Namur.

## Récompenses
- 2015 : Médaille d'or des Élites du Travail